# Ilja Frank
Ilja Michajlovitsj Frank (Russisch: Илья Михайлович Франк) (Sint-Petersburg, 23 oktober [O.S. 10 oktober] 1908 – Moskou, 22 juni 1990) was een Sovjet-Russisch winnaar van de Nobelprijs voor de Natuurkunde in 1958 samen met Pavel Tsjerenkov en Igor Tamm. Hij ontving de prijs voor zijn werk aan het Tsjerenkov-effect.

## Biografie
Frank werd geboren in 1908 als de jongste zoon van Mikhail Lyudvigovic Frank (1878-1942), hoogleraar wiskunde, en Yelizaveta Mikhailovna Gratsianova. Zijn opleiding verkreeg hij aan de Staatsuniversiteit van Moskou als leerling van Sergej Vavilov. Nadat hij in 1930 afgestudeerd was, werd hij het jaar daarop senior wetenschapsofficier bij het Terenins Laboratorium van het Staats Optisch Instituut te Leningrad. In 1934 kwam hij terecht op het Lebedev Instituut van de Russische Academie van Wetenschappen.
De eerste onderzoeken die Frank uitvoerde waren op het gebied van fotoluminescentie en fotochemie. Vanaf 1934 begon hij aan zijn werk van kernfysica in het laboratorium van professor Dmitry Skobeltzyn. Samen met zijn leermeester Tamm vond hij in 1937 een verklaring voor het fenomeen Tsjerenkovstraling, de blauwe gloed die een radioactief materiaal, zoals radium, uitzendt bij onderdompeling in een vloeistof. De zichtbare straling ontstaat als een geladen deeltje door een doorzichtig medium beweegt met een snelheid die groter is dan de lichtsnelheid in dat medium.
In 1937 huwde hij met historica Ella Abramovna Beilikhis, met wie hij een zoon kreeg, Alexander. In 1944 werd hij benoemd tot hoofd van de faculteit natuurkunde aan de Staatsuniversiteit van Moskou en in 1946 werd hij lid van de Russische Academie van Wetenschappen. Later specialiseerde Frank zich in de studie naar gammastraling en neutronenbundels en was hij betrokken bij de ontwikkeling van de eerste uranium-grafietreactor in de Sovjet-Unie.

## Erkenning
Voor het verklaren van de Tsjerenkovstraling verkreeg hij – samen met Tsjerenkov en Tamm – de Nobelprijs voor de Natuurkunde. Tevens werd hij in 1946 onderscheiden met de Stalinprijs (de voorloper van de Staatsprijs van de Sovjet-Unie) die hij deelde met Tsjerenkov, Tamm en Vavilov.